# Miloš Lukáš
Miloš Lukáš (15. září 1897 Jilemnice – 26. dubna 1976 Hradec Králové) byl český klasický filolog, polyglot, uznávaný esperantista a gymnaziální učitel Gymnázia v Hradci Králové a reálného gymnázia v Trnavě. Mezi jeho žáky byl i Viktor Fischl.
Překládal z české poezie a prózy do esperanta, podávaje obsah a formu kongeniálně s původním dílem. Do esperanta přeložil divadelní hru Jaroslava Vrchlického Nokto en Karlův Týn (Noc na Karlštejně). Dále přeložil Němou barikádu (Muta barikado) od Jana Drdy.
Překládal také básně, především z češtiny, ale také z mnoha jazyků antických i moderních. Do češtiny přeložil všechny Zamenhofovy básně a mnohé básně Raymonda Schwartze.
Mimoto spolupracoval na Ĉeĥoslovaka antalogio a přispíval do mnoha esperantských časopisů. Výbor z jeho překladů básní i prózy vyšel v almanachu Panoramo pod názvem Kolora kalejdoskopo. Pro Slovník spisovatelů národů SSSR (Svět sovětů, Praha 1966) zpracoval hesla o estonských a karelských spisovatelích. V dalších vydáních slovníku již byla jeho hesla vypuštěna.

## Překlady z estonštiny
- ANGERVAKS, Hugo. Jízda k soudu. Pochodeň 1970, 210, 5.–6. 9., s. 4.
- ANGERVAKS, Hugo. Úsměv. Pochodeň 1970, 68, 21.–22. 3., s. 6.
- EISEN, Matthias Johann. Koit a Hämerik. In Pod baltským nebem. Výběr z litevské, lotyšské a estonské literatury. Svaz Československo-sovětského přátelství, Praha 1958, s. 52.
- EISEN, Matthias Johann. Koit a Hämerik. Praha – Moskva 1955, 8, s. 44.
- HAINSALU(OVÁ), Lehte. Noc (Öö). Pochodeň 1967, 202, 26.–27. 8., s. 5.
- HAINSALU(OVÁ), Lehte. Noc (Öö). Svět sovětů 30, 1967, 50, s. 19–20.
- HINT, Aadu. Odchod ledu (Jääminek). Rukopis.
- JAKOBSON, August. Komár a kůň (Sääsk ja hobune). Lidová demokracie 19, 1963, 77, s. 6.
- JAKOBSON, August. Myš a vrabec. Lidová demokracie 25.8.1963, s. 6.
- JAKOBSON, August. Předměstí bídných hříšníků. Praha – Moskva 1955, 8, s. 49–51.
- JAKOBSON, August. Ve jménu budoucnosti. In Pod baltským nebem. Výběr z litevské, lotyšské a estonské literatury. Svaz Československo-sovětského přátelství, Praha 1958, s. 63–71.
- KREUTZWALD, Friedrich Reinhold. Kalevipoeg (část). In Pod baltským nebem. Výběr z litevské, lotyšské a estonské literatury. Svaz Československo-sovětského přátelství, Praha 1958, s. 51–52.
- KREUTZWALD, Friedrich Reinhold. Kalevipoeg (část). Praha – Moskva 1955, 8, s. 45–46.
- KREUTZWALD, Friedrich Reinhold. Kalevipoeg (část). Texty 1969, 3, s. 3–7.
- KREUTZWALD, Friedrich Reinhold. Syn Kalevův (Kalevipoeg, část). Svět sovětů, Praha 1959.
- KRUSTEN, Erni. Nešťastná láska (Õnnetu armastus). Lidová demokracie 14, 1958, 8.6., s. 6.
- KRUSTEN, Erni. Pane Krustene, vezměte si housku! (Härra Krusten, võtke sai). Pochodeň 63, 1974, 76, s. 7.
- KRUSTEN, Erni. Zapomenuté jméno. In Pod baltským nebem. Výběr z litevské, lotyšské a estonské literatury. Svaz Československo-sovětského přátelství, Praha 1958, s. 57–62.
- KRUSTEN, Erni. Zapomenuté jméno. Pochodeň 56, 1967, 262, s. 5.
- LIIV, Juhan. Všední povídka – Ptačí hnízdo. In Pod baltským nebem. Výběr z litevské, lotyšské a estonské literatury. Svaz Československo-sovětského přátelství, Praha 1958, s. 53–57.
- PEEGEL, Juhan. Starý jídelní stůl. Pochodeň 61, 1972, 141, s. 6.
- SIRGE, Rudolf. Aťsisi. Pochodeň 59, 1970, 240, s. 7.
- TAMMSAARE, Anton Hansen. Kolportérka č. 17 (Lehekandja Nr. 17). Pochodeň 61, 1972, 95, s. 6.
- TUGLAS, Friedebert. Jaro (Kevad). Pochodeň 64, 1975, 69, s. 7.
- TUGLAS, Friedebert. U silnice (Tee ääres). Pochodeň 62, 1973, 238, s. 6–7.
- TUGLAS, Friedebert. Žízeň po vědění (Teaduse igatsus). Pochodeň 54, 1965, 291, s. 5.
- TUGLAS, Friedebert. Žízeň po vědění (Teaduse igatsus). Rudé právo 46, 1966, 22, příl., s. 1.
- TUGLAS, Friedebert. Zlost (Viha). Pochodeň 61, 1972, 111, s. 6.
- VAARANDI(OVÁ), Debora. V Leninově knihovně. In Pod baltským nebem. Výběr z litevské, lotyšské a estonské literatury. Svaz Československo-sovětského přátelství, Praha 1958, s. 62–63.
- VILDE, Eduard. Válka v Mahtře (Mahtra sõda, část). Praha – Moskva 1955, 8, s. 47–48.

## Původní práce
- Pokus o krátku synopsis finského a estonského pádoslovia. XIV. ročná zpráva Štátneho československého reálneho gymnázia Jána Hollého v Trnave. Trnava 1931-32, s. 5-13